# Katra Medniganj
Katra Medniganj é uma cidade e uma nagar panchayat no distrito de Pratapgarh, no estado indiano de Uttar Pradesh.

## Demografia
Segundo o censo de 2001, Katra Medniganj tinha uma população de 7815 habitantes. Os indivíduos do sexo masculino constituem 49% da população e os do sexo feminino 51%. Katra Medniganj tem uma taxa de literacia de 65%, superior à média nacional de 59.5%: a literacia no sexo masculino é de 72% e no sexo feminino é de 58%. Em Katra Medniganj, 16% da população está abaixo dos 6 anos de idade.